# Supination

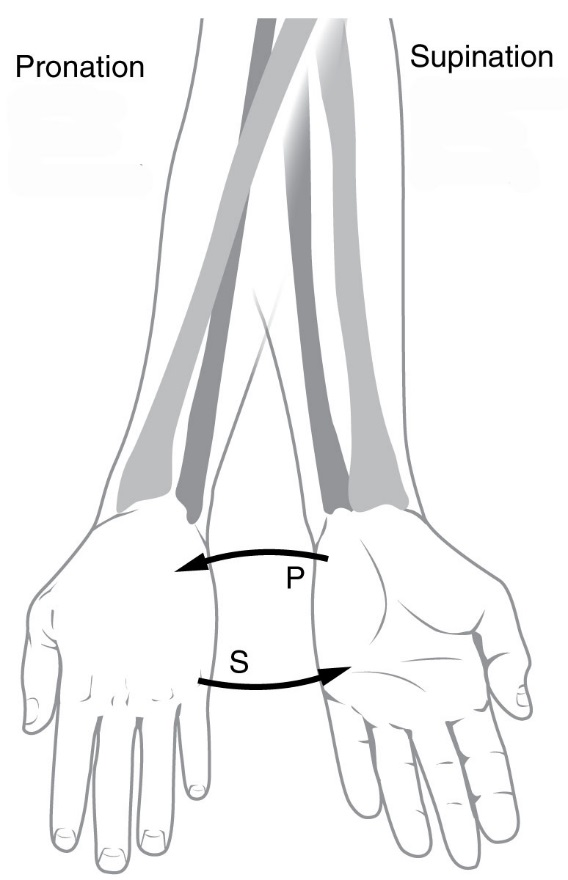
Supination und Pronation des menschlichen Unterarms

Als Supination (lateinisch supinitas ‚zurückgebogene Stellung‘) wird in der Medizin und Anatomie die Auswärtsdrehung der Hand durch Rotation des Unterarmes bezeichnet, so dass Elle und Speiche nach der Drehung parallel nebeneinander liegen. Beim hängenden Arm zeigt die Handfläche nun nach vorne.
Pronation ist die Gegenposition zur Supination. Bei dieser Drehung des Unterarms überkreuzen sich Elle und Speiche; beim hängenden Arm zeigt die Handfläche nun nach hinten.
An Füßen beschreibt die Supination die Hebung des inneren Fußrandes bei gleichzeitiger Senkung des äußeren.

## Supination des Unterarmes
Die Supination (hierbei zeigt der Daumen nach außen, und die Handfläche zeigt nach oben) und Pronation des Unterarmes findet durch eine Überschlagsbewegung von Elle und Speiche statt. Für die Supination verantwortliche Muskeln sind Musculus biceps brachii (Bizeps des Armes), Musculus supinator (Auswärtsdreher) und Musculus brachioradialis. Teilnehmende Gelenke sind die Articulatio radioulnaris proximalis und die Articulatio radioulnaris distalis (proximales und distales Speichen-Ellen-Gelenk).

## Supination des Fußes

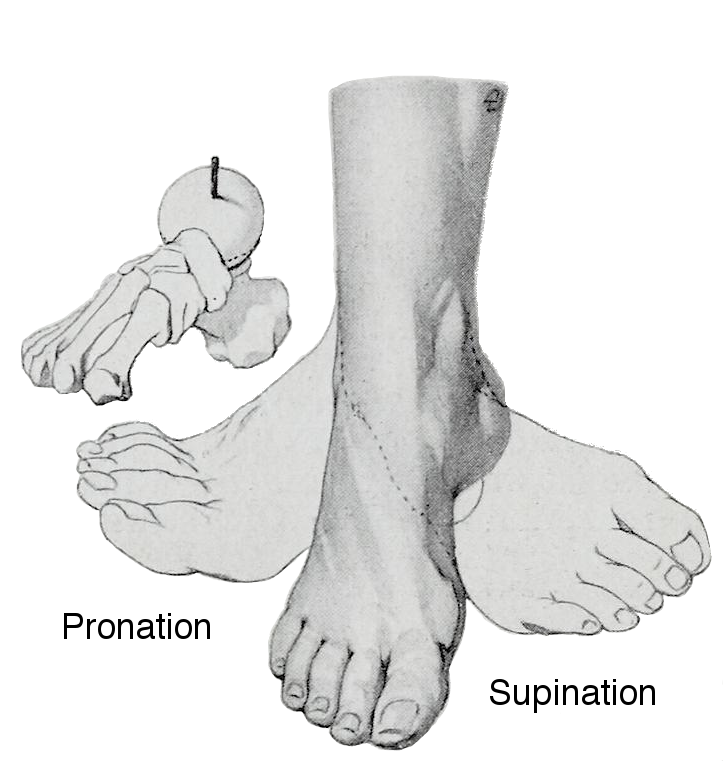
Supination und Pronation des menschlichen Fußes

An den Füßen beschreibt die Supination die Hebung des inneren Fußrandes bei gleichzeitiger Senkung des äußeren. Die Supination wird manchmal auch als Auswärtskantung oder Auswärtsdrehung bezeichnet. Die entgegengesetzte Bewegung nennt man Pronation. Weitere Bewegungen des Fußes sind die Adduktion (Innenrotation des Unterschenkels um die Longitudinal-Achse) und die Abduktion (Außenrotation des Unterschenkels um die Longitudinal-Achse) die Plantarflexion und die Dorsalextension.
Der stärkste supinierende Muskel ist der dreiköpfige Unterschenkelmuskel (Musculus triceps surae), der sich in die folgenden zwei Muskeln aufteilt:
- Musculus gastrocnemius (Zwillingswadenmuskel)
- Musculus soleus (Schollenmuskel)

Darüber hinaus haben auch die folgenden Muskeln eine supinierende Wirkung:
- Musculus tibialis posterior (hinterer Schienbeinmuskel)
- Musculus flexor hallucis longus (langer Großzehenbeuger)
- Musculus flexor digitorum longus (langer Zehenbeuger)
- Musculus tibialis anterior (vorderer Schienbeinmuskel, hat allenfalls eine schwach supinierende Wirkung).

Die supinatorisch wirkenden Muskeln überwiegen gegenüber ihren Gegenspielern (Antagonisten). Das ist ein Grund dafür, dass der Fuß während eines Sprunges eine leicht supinierte Haltung einnimmt. Bekommt der Fuß wieder Bodenkontakt, so kann es dazu kommen, dass er mit dem Fußaußenrand aufsetzt und dabei über den Außenrand abknickt, was zu Verletzungen der Außenbänder führen kann.
Teilnehmende Gelenke sind die Articulatio subtalaris und Articulatio talocalcaneonavicularis (beide zusammen bilden das untere Sprunggelenk). Die Supination des Fußes wird durch eine Adduktion und Plantarflexion überlagert. Das hängt mit der Lage der Bewegungsachse des unteren Sprunggelenkes zusammen. Die Überlagerung der drei Bewegungen Supination, Adduktion und Plantarflexion wird auch als Inversion bezeichnet.